# Lucky
A Lucky (magyarul: Szerencsés) egy dal Britney Spears amerikai énekesnő élete második, Oops!… I Did It Again című albumáról. 2000. augusztus 8-án jelent meg a Jive Records gondozásában az album második kislemezeként. Miután az énekesnő találkozott Max Martin és Rami Yacoub producerekkel Svédországban, több számot is felvettek a lemezre, mint például a Lucky-t. A tinipop és dance-pop stílusú felvétel egy történetet mesél el, mely egy Lucky nevű sztárról szól, aki híres, egészséges, gazdag és szép, ennek ellenére magányos és boldogtalan a szíve mélyén. A kritikusok pozitív hangnemben írtak a dalról, úgy vélték, dallamos, édes és fülbemászó. Néhányan meg is jegyezték: lehet, hogy Britney magáról énekel.
A szám világszerte nagy sikert aratott, első helyezett lett Ausztriában, Európában, Svédországban és Svájcban, továbbá számtalan európai országban top 10-es lett. Az Egyesült Királyságban ötödik helyig jutott, és Britney 11. legsikeresebb kislemeze lett, 225 000 eladott példány eladása után. A dalhoz tartozó videóklipet Dave Meyers rendezte. A klip az énekesnőt egy melankolikus filmsztárnak mutatja be. Spears rengeteg alkalommal adta elő a dalt, két turnéján és a Piece of Me show-ján volt hallható. Taylor Swift amerikai country énekesnő előadta a feldolgozását a Speak Now World Tour című koncertkörútján 2011-ben.

## Háttér
1999-ben Spears elkezdett dolgozni élete második stúdióalbumán, az Oops!… I Did It Again-n Svédországban és Svájcban. Miután találkozott Max Martinnal és Ramival Svédországban, felvett néhány dalt a következő albumára, beleértve a Lucky-t. A dal írásában Martinon és Ramin kívül Alexander Kronlund vett részt. Spears miután visszatért az Államokba, egy MTV-nek adott interjú során, hogy nagyon elégedett a felvett anyaggal: „Most jöttem vissza Svédországból, és végeztem az album felvételeinek a felével. Nagyon elégedett vagyok az anyaggal. Szóval most tényleg egész nap a stúdióban ültem és dolgoztam.” 1999. novembere és 2000 januárja között vette fel a számot a Cherion Studios-ban. A Lucky 2000. augusztus 8-án jelent meg az album második kislemezeként. Bár nem egy napon jelent meg az albummal, a kislemezborítója egy napon készült el az albumborítójával.

## Kompozíció
A Lucky egy tinipop, dance-pop stílusú felvétel, 3 perc és 24 másodperc hosszú. A kotta szerint, amit a Musicnotes.com tett közzé, D-dúrban íródott, mérsékelt tempójú, és 96 percenkénti leütésszámmal rendelkezik. Spears hangterjedelme átível egy oktávot, A♭3-tól E♭5-ig terjed. A szám a D♭-B♭m-G♭-A♭ akkordmenetet követi. David Veitch és Chuck Taylor a dal ritmusát a …Baby One More Time és a Sometimes című korábbi kislemezeihez hasonlította. Veitch hozzátette, hogy a dal szövege lehet hogy Spears életéről szól. A szám egy mondattal kezdődik: „This is a story about a girl named Lucky.” (magyarul: „Ez a történet egy lányról szól, akit Szerencsésnek hívnak.”) A dal szövege egy híres filmsztárról szól, aki magányos és szomorú a szíve mélyén.

## Kritikai fogadtatás
A dal pozitív visszajelzéseket kapott a zenekritikusoktól. Az NME személyzete úgy gondolta, hogy a Lucky Spears "legszebb pillanata". Hozzátették, hogy a dal szövege tökéletesen bemutatja az édes-keserű tinédzser éveket. Ezek mellett összehasonlították az Oasis együttes Where Did It All Go Wrong? című számával, és egyszerűen megjegyezték: „A dal egy szívfacsaró történetet mutat be az életről.” Emiatt külön gratuláltak Max Martinnak, a dalszerzésben. Ugyanakkor megjegyezték, hogy így Britney nem fog tudni kibújni a Mickey Mouse Club-os kislány szerepéből. David Veitch, a Calgary Sun munkatársa édesen dallamos, közepes tempójú dalnak nevezte. Hozzátette: „Szerintem Britney a dallal azt akarja, hogy átérezzük a fájdalmát.” Chuck Taylor a Billboard magazintól méltatta a dalt, mondván a szövege nagyon tanulságos. A ritmusát-dallamát is dicsérte, és megjegyezte, hogy biztos a rajongók egyik kedvence lesz.

## Kereskedelmi fogadtatás

### USA
A Lucky mérsékelt kereskedelmi siker lett az Egyesült Államokban. A Billboard Hot 100-on 23. lett, a Pop Songs listán pedig a 9. helyig jutott. Ezek mellett 39. pozícióig jutott a Hot Dance Music/Maxi-Singles Sales listán, és a 14. helyet szerezte meg a Rhythmic Top 40 listán. A Nielsen SoundScan szerint mára 213 000 digitális, és 6000 fizikai példányban kelt el az USA-ban.

### Európa és Óceánia
Európában nagy sikert tudhatott a magáénak. Első lett Ausztriában, Svédországban és Svájcban, míg bekerült a top 10-be számtalan európai országban. Németország kislemezlistáját is vezetni tudta, ezzel az énekesnő második, és eddigi karrierjének utolsó első helyezett kislemeze lett az országban. Mára 250 000 darabot adtak el belőle, ezzel Németországban érte le a legnagyobb sikerét világszerte. Franciaországban és Finnországban mérsékelt sikereket ért el, mindkettő kislemezlistán top 20-as lett. 2000. augusztus 28-án az 5. helyen debütált a brit kislemezlistán, majd a következő héten visszacsúszott a 6. helyre. Az Official Charts Company szervezet szerint a Lucky Spears 11. legkelendőbb dala a szigetországban, mivel már több, mint 225 000 fizikai darab került eladásra belőle ott. A jó helyezéseknek köszönhetően Európa kontinentális listáján is elfoglalta az első helyet.
Ausztráliában a 3. lett (Madonna Music, és Anastacia I’m Outta Love című számai foglalták el az előtte lévő 2 pozíciót), és később a Australian Recording Industry Association (ARIA) szervezet platina minősítést könyvelt el a dalnak, miután 70 000 példányt adtak el belőle. A legsikeresebb kislemezzé vált az Oops!… I Did It Again-ről az országban. Új-Zélandon a 4. helyig jutott, majd 15 000 darabos eladással platina minősítést kapott.

## Videóklip

### Háttér és áttekintés

Britney a filmsztár Lucky szerepében, mikor megnyeri a A legjobb női főszereplőnek járó Oscar-díjat.

A Jive Records Dave Meyerst bízta meg a dal klipjének rendezésével. Jocelyn Vena az MTV-től úgy gondolja, hogy a videó Spearst egy bús filmsztárként ábrázolja, aki nem akar mást, csak egy kis mulatságot.
A videó azzal kezdődig, hogy Spears egy színpadon kijelenti: „This is a story about a girl named Lucky.” (magyarul: „Ez a történet egy lányról szól, akit Szerencsésnek hívnak.”) Ezt követően már Lucky látható rózsaszín hálóingben, fehér pamutpapucsban, miközben a háza teraszán áll és nézi az eget. A klip másik részében egy hatalmas csillagban ül, ami a szépségét és a gazdagságát szimbolizálja. Látszik rajta, hogy nagyon szomorú. Lucky-t a háza ajtajánál egy férfi várja, aki a karjába veszi. Ekkor egy rendező így kiállt: „Állj! Készen vagyunk.” Lucky odamegy a filmstábhoz, és így szól a rendezőhöz: „Végre! 50 milliomodik alkalomra megcsináltuk!” Ekkor elmegy kisminkelni magát, miközben megjelenik Spears (őt Lucky nem látja), akin látszik, hogy aggódik a lány arckifejezését látva. Ezt követően Lucky az Oscar-díjátadón jelenik meg, amikor épp megnyeri a Legjobb női főszereplőnek járó díjat. Miután átmegy a vörös szőnyegen boldognak tetteti magát, de mikor beül a limuzinjába, látszik, hogy szomorú. A járműben talál váratlanul egy díszes tükröt, amibe belenéz, és meglátja Spears, aki közönségből kihajolva énekel. Miután a limuzin elindult, a tömeg is ment utána, egyedül Britney maradt a vörös szőnyegnél. Végezetül Lucky sírva az ágyában elalszik, ezzel kifejezve, hogy magányosnak érzi magát.

### Fogadtatás
A Billboard kritikusai szerint a videóklip egy előjel volt Spears magánéleti válságára. Jarett Wieselman, New York Post munkatársa dicsérte a klipet: „Ez Spears első Hollywoodról, és az ottani életről szóló klipje. A dal lehet, hogy nem olyan szomorú, de ha összehasonlítsuk Spears többi dalával, akkor látjuk, hogy a Lucky  egészen más.” A Rolling Stone írója szerint ez a klip az egyik legelgondolkodtatóbb Britney videó, mivel megjeleníti azt, ami az énekesnő későbbi életében is gondokat okoz: "A hírnév elleni ellentmondások."

## Élő előadások és feldolgozások

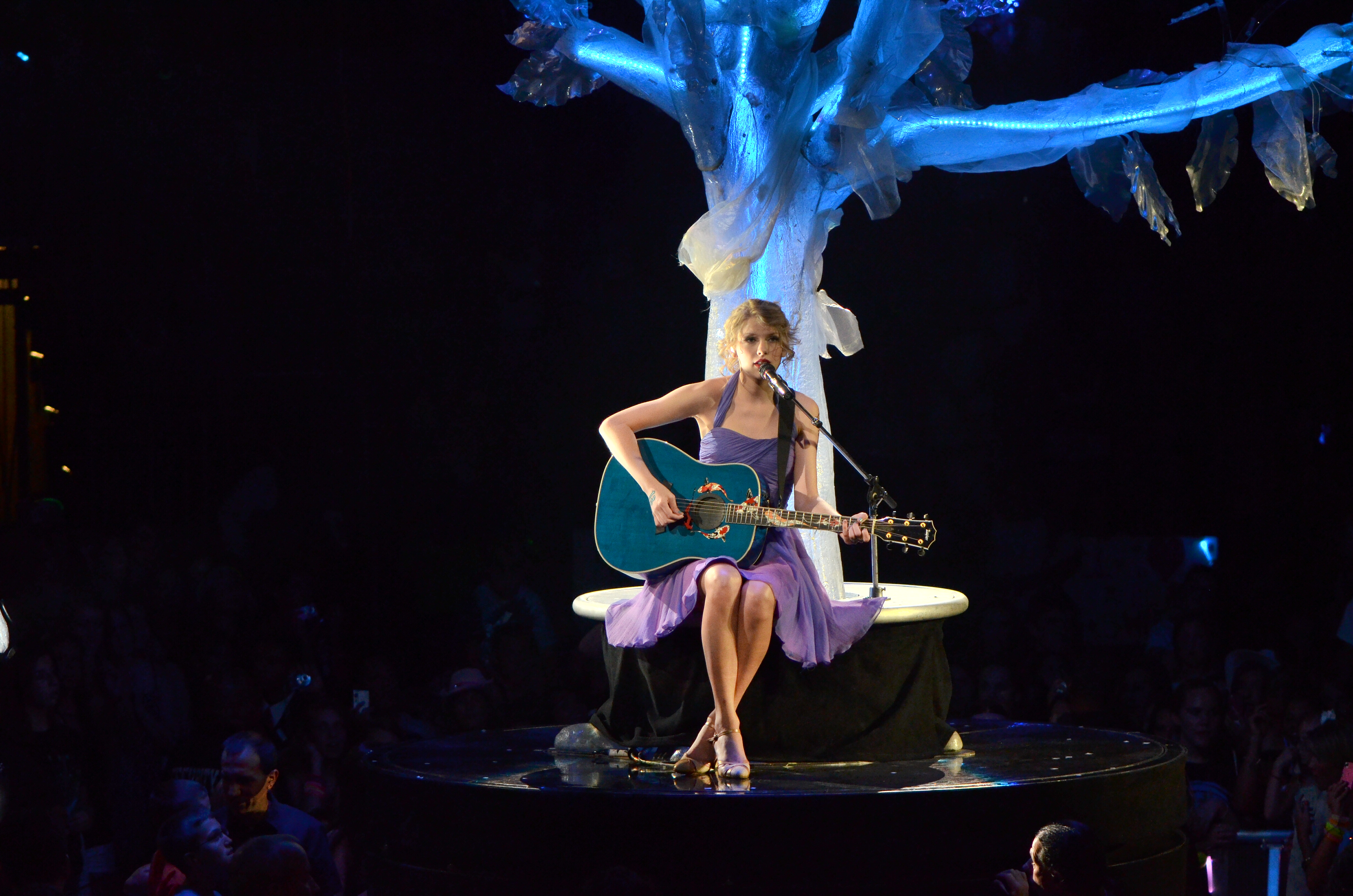
Taylor Swift előadta a dalt a Speak Now Tour című koncertkörútján, 2011-ben.

Spears két turnéján adta elő a dalt. Elsőnek 2000-ben, az Oops!… I Did It Again World Tour-on volt hallható a szám. Pizsamában kezdte az előadást, majd eltűnt a közönségtől, és egy hadi tengerészféle ruhában folytatta az éneklést. 1 évvel később, a Dream Within a Dream Tour-on, az Overprotected előadása után egy dobozból kiemelkedve, balerinadresszben énekelte el a dalt egyveleg részeként a Born to Make You Happy-vel és a Sometimes-szal. Néhány televíziós műsorban is fellépett vele: a Top of the Pops Germany-ben 2000-ben, a The Today Show-ban, és a Fox Broadcasting Company által sugárzott Britney In Hawaii című koncerten, ahol élőben előadásban adta elő 2000. június 8-án. 11 évvel később újra hallhatóvá vált a dal, a Piece of Me shown. A felvétel egy ballada verzióját adta elő, nagyon egyszerűen és letisztultan.
Taylor Swift amerikai country énekesnő előadta a dalt a Speak Now World Tour turnéján. Pontosabban 2011. szeptember 20-án, Louisiana-ban (Britney szülővárosában). Az énekesnő iránti tisztelete miatt énekelte el. Lila ruhában, gitározva adta elő a számot. Az előadás jellegzetessége, hogy nem a pontos dalszöveget adta elő. Scott Shetler dicsérte a feldolgozást, mondván: „Kár, hogy ez a szám már több, mint 10 éves, mert ha mostanában jelent volna meg, biztos nagyobb lett volna a sikoltozás az arénában, mint amikor Swift Eminem és Justin Bieber dalt adott elő.” Jenna Hally Rubenstein szerint a közönség nagyon pozitívan fogadta az előadást, és hallatszott Taylor hangján, hogy nagyon izgatott volt amikor elkezdte énekelni. Taylor a Show után megjegyezte, hogy nagy megszállottja Britneynek. Becky Bain a következőt nyilatkozta: „Sejtettem, hogy Swift egy Spears dalt fog előadni, de nem gondoltam, hogy a Lucky-t.” Sokak szerint a Lucky szövege egyike azon kevés Britney dalszövegnek, amivel más előadó is könnyen tud azonosulni.

## Számlista és formátumok
| - CD kislemez 1. Lucky – 3:27 2. Heart – 3:03 3. Lucky (Jack D. Elliot Radio Mix) – 3:28 - Japán CD kislemez 1. Lucky – 3:29 2. Lucky (Jack D. Elliot Radio Mix) – 3:30 3. Oops!… I Did It Again (Ospina's Crossover Mix) – 3:18 4. Oops!… I Did It Again (Riprock 'n' Alex G. Oops! We Remixed Again!) – 3:54 | - 12" Vinyl 1. Lucky (Jack D. Elliot Club Mix) – 6:42 2. Lucky (Album Version) – 3:25 3. Lucky (Jack D. Elliot Radio Mix) – 3:27 4. Lucky (Riprock 'n' Alex G. Extended Club Mix) – 7:16 5. Lucky (Jason Nevins Mixshow Edit) – 5:51 - The Singles Collection kislemez 1. Lucky – 3:24 2. Heart – 3:00 |

## Slágerlistás helyezések és minősítések
| Kislemezlista (2000)              | Legjobb helyezés |
| --------------------------------- | ---------------- |
| Ausztrál kislemezlista            | 3                |
| Belga kislemezlista (Flandria)    | 9                |
| Belga kislemezlista (Vallónia)    | 10               |
| Brit kislemezlista                | 5                |
| Dán kislemezlista                 | 8                |
| Európai Hot 100 kislemezlista     | 1                |
| Finn kislemezlista                | 15               |
| Francia kislemezlista             | 16               |
| Holland Top 40 kislemezlista      | 4                |
| Ír kislemezlista                  | 2                |
| Kanadai Hot 100 kislemezlista     | 2                |
| Norvég kislemezlista              | 9                |
| Német kislemezlista               | 1                |
| Olasz kislemezlista               | 8                |
| Osztrák kislemezlista             | 1                |
| Spanyol kislemezlista             | 12               |
| Svájci kislemezlista              | 1                |
| Svéd kislemezlista                | 1                |
| Új-zélandi kislemezlista          | 4                |
| USA Billboard Hot 100 lista       | 23               |
| USA Mainstream Top 40 (Pop Songs) | 9                |
| USA Top 40 Tracks                 | 16               |
| USA Rhythmic Top 40               | 14               |
| USA Radio Songs                   | 18               |
| USA Hot 100 Singles Sales         | 39               |

| Kislemezlista (2000)     | Helyezés |
| ------------------------ | -------- |
| Ausztrál kislemezlista   | 29       |
| Francia kislemezlista    | 100      |
| Német kislemezlista      | 10       |
| Osztrák kislemezlista    | 9        |
| Svájci kislemezlista     | 25       |
| Svéd kislemezlista       | 8        |
| Új-zélandi kislemezlista | 35       |

| Ország             | Minősítés    | Eladás   |
| ------------------ | ------------ | -------- |
| Ausztrália         | Platinalemez | 70 000+  |
| Ausztria           | Aranylemez   | 15 000+  |
| Egyesült Királyság | Ezüstlemez   | 225 000+ |
| Franciaország      | Ezüstlemez   | 125 000+ |
| Németország        | Aranylemez   | 250 000+ |
| Svédország         | Platinalemez | 30 000+  |
| Új-Zéland          | Platinalemez | 15 000+  |

### Első helyezések
| Előző A Touch of Class - Around the World (La La La La La)     | Svájci kislemezlista első helyezettje 2000. Augusztus 27. – 2000. Szeptember 3.                                                                  | Következő Madonna - Music                                               |
| Előző A Touch of Class - Around the World (La La La La La)     | Német kislemezlista első helyezettje 2000. Szeptember 1. – 2000. Szeptember 22.                                                                  | Következő Rednex - The Spirit of the Hawk                               |
| Előző Anastacia - I’m Outta Love                               | Európai Hot 100 kislemezlista első helyezettje 2000. Szeptember 2. – 2000. Szeptember 9.                                                         | Következő Madonna - Music                                               |
| Előző A Touch of Class - Around the World (La La La La La)     | Osztrák kislemezlista első helyezettje 2000. Szeptember 3. – 2000. Október 1.                                                                    | Következő Melanie C - I Turn to You                                     |
| Előző Melanie C - I Turn to You Magnus Uggla - Nitar Och Läder | Svéd kislemezlista első helyezettje 2000. Szeptember 7. – 2000. Szeptember 14. (először) 2000. Szeptember 21. – 2000. Szeptember 28. (másodszor) | Következő Magnus Uggla - Nitar Och Läder Magnus Uggla - Nitar Och Läder |

## Közreműködők
Forrás: